# Michel Colombier
Michel Colombier (Lyon, 23 mei 1939 – Santa Monica (Californië), 14 november 2004) was een Franse componist, arrangeur en dirigent.

## Biografie
Hij schreef de partituren van verschillende films en tv-producties. Hij schreef ook kamermuziek en balletten. Met componist Pierre Henry schreef hij muziek voor Messe pour le temps présent, een stuk gecreëerd door choreograaf Maurice Béjart in 1967. Hij bracht in 1972 het album Wings uit bij A&M Records, dat een samenwerking omvatte met Lani Hall op leadzang, zijn nummer We Could Be Flying, met tekst van Paul Williams. Opgenomen in Parijs, met Colombier op piano, stond het ook op het album Sun Down Lady, het eerste soloalbum van Lani Halls na haar jaren als leadzangeres voor Sérgio Mendes and Brazil 66, uitgebracht in 1972 bij A&M Records. 

## Overlijden
Hij was getrouwd met Dana Colombier, met wie hij twee kinderen kreeg. Michel Colombier overleed in november 2004 op 65-jarige leeftijd. Hij werd begraven in Westwood Village Memorial Park Cemetery.

## Discografie

### Geselecteerde filmmuziek
- 1968: Every Bastard a King (1968)
- 1970: Colossus: The Forbin Project (1970)
- 1971: Law Breakers (1971)
- 1972: Un flic (1972)
- 1973: L'Héritier (1973)
- 1974: Paul and Michelle (1974)
- 1979: Steel (1979)
- 1982: Une chambre en ville (1982)
- 1984: Against All Odds (1984)
- 1984: Purple Rain (1984)
- 1985: White Nights (1985)
- 1986: The Money Pit (1986)
- 1986: Ruthless People (1986)
- 1986: The Golden Child (1986)
- 1987: Surrender (1987)
- 1987: The Wild Pair (1987)
- 1988: The Couch Trip (1988)
- 1988: Cop (1988)
- 1988: Satisfaction (1988)
- 1989: Who's Harry Crumb? (1989)
- 1989: Out Cold (1989)
- 1989: Loverboy (1989)
- 1989: Asterix and the Big Fight (1989)
- 1990: Impulse (1990)
- 1990: Buried Alive (1990)
- 1990: Midnight Cabaret (1990)
- 1991: New Jack City (1991)
- 1991: The Dark Wind (1991)
- 1991: Strictly Business (1991)
- 1992: Deep Cover (1992)
- 1992: Folks! (1992)
- 1993: Posse (1993)
- 1993: The Program (1993)
- 1994: Major League II (1994)
- 1995: Élisa (1995)
- 1996: Mary & Tim (1996)
- 1996: Barb Wire (1996)
- 1997: Meet Wally Sparks (1997)
- 1998: Claudine's Return (1998)
- 1998: Woo (1998)
- 1998: How Stella Got Her Groove Back (1998)
- 1999: Pros & Cons (1999)
- 2000: Screwed (2000)
- 2002: Swept Away (2002)

- Bibsys: 2057685
- Biblioteca Nacional de España: XX1094779
- Bibliothèque nationale de France: cb13892656k (data)
- Gemeinsame Normdatei: 134349547
- International Standard Name Identifier: 0000 0001 2118 8258
- Library of Congress Control Number: n85173005
- MusicBrainz: d89c963e-3aec-4063-85e6-90574da2578e
- Nationale Bibliotheek van Tsjechië: xx0075406
- Nationale Bibliotheek van Israël: 987007516914605171
- Nationale Bibliotheek van Polen: a0000001752136
- Nederlandse Thesaurus van Auteursnamen: 071236082
- SNAC: w61v69pq
- Système universitaire de documentation: 074011952
- Virtual International Authority File: 5117171
- WorldCat: E39PBJkxKFbX8t6tbQj64KwQv3